# 秀夕樹
秀夕樹（ 夕樹＝，1940年11月5日—1998年12月8日）是日本的流行樂、動畫歌手。本名為平野英之（ひらの ひでゆき）。另有夕木、秀夕木、秀夕樹、秀勇樹（讀音均作）、夕木秀等別名。

## 略歷
1958年以樂團的成員身分出道。之後與團員之一朝紘太郎（朝，本名：朝紘一，現行藝名：朝礼志），以種種形式共同活動。
1966年該樂團解散，他與另一位男歌手（另有藝名「堀」，本名堀謙一）組成二重唱，但在1968年，由於在北海道札幌的夜總會演唱時遭遇火災意外身亡而告解散。
同年組成樂團「Soulful Bloods」（ソウルフル・ブラッズ）擔任主唱，並由資深藝人藤村俊二取了「夕樹」的藝名。且在當時演唱了他的第一首動畫相關歌曲（夕木名義）。
1971年，Soulful Bloods解散。1973年與朝紘太郎組成二重唱（1975年解散）。當時他除了正式開始演唱動畫歌曲，並有參與樂團活動以及演唱廣告歌曲。
1973年，演唱了日立集團廣為日本國民所知的著名廣告曲「日立之樹」。至2005年為止仍採用他所演唱的版本，但相關酬勞卻僅在第一次灌錄當時支付，且約兩萬圓左右。
1979年曾傳出因持有大麻被捕的負面報導，造成當時由他演唱主題歌，正在播映的動畫《太空突擊隊》將主題歌更換為先行錄音的武川行秀演唱版的風波。但關於此事，後來根據作曲者大野雄二近年在雜誌的專訪中表示，其實主題歌在當初就是以讓武川演唱為前提而寫（但因當時武川仍有合約問題未解決而無法使用），當時他對於製作者方面傾向使用秀夕樹版本頗為不滿，更換主題歌是在大野本人提出抗議，加上後來武川的合約問題得到解決之後所採取的做法。另外近年根據秀夕樹的胞兄在受訪時提及，關於秀夕樹當年傳出持有大麻的事件，實際上亦屬子虛烏有，在他一生中，並無任何遭到逮捕與濫用藥物的經歷。
秀夕樹在舞台上喜歡演唱雷·查爾斯、史提夫·汪達等人的歌曲，更把節奏藍調與靈魂樂風格的唱腔，直接引進自己所演唱的動畫歌曲當中。因而也使得名作曲家小林亞星相當讚賞，並如此形容他的歌聲：「這種黑人音樂風、靈魂樂風的聲質，是日本人所唱不出的感覺」。因此由他演唱的歌曲均帶有一股成熟的魅力，給聽眾留下深刻的印象。但當時他的這種風格被形容成「非兒童取向」，也時而被相關方面製作者所疏遠。因此他在動畫、特攝主題歌的相關演唱曲目方面，與同範疇的歌手相較之下數量並不算多。
1998年12月8日，因肝臟衰竭去世（享年58歲）。由於他本人嗜酒、酒量大，造成40多歲後期就罹患肝臟病變，開始了頻繁出入醫院的生活。在過世前一天的12月7日早晨，於出現吐血後當天即住院，結果翌日病況就急轉直下而過世。
在此時期正逢因「動畫重金屬」（アニメタル）系列音樂作品暢銷所賜，造成1970年代的動畫、特攝歌曲重新炒熱的風潮，但他的去世卻因為並沒有太多人得知，而有不少歌迷對於他為何未曾在這股風潮中出現大感訝異。根據小林亞星表示，相關人士想找秀夕樹重錄「日立之樹」廣告曲時才發現為時已晚，當事人早已過世。

## 作品

### 動畫
- - 《小拳王》ED2
- - 《海王子》前期ED、後期OP
- - OP
- - 《太空突擊隊》OP
- - 《太空突擊隊》特別篇插曲
- - 《可愛的露西》
- - 《可愛的露西》

### 特攝
- - 《快傑獅子丸》OP
- - 《機械人超金剛》OP
- - 《機械人超金剛》ED
- - OP
- - 《超人力霸王雷歐》後期OP（片中字幕為本名平野英之名義）
- - OP
- - ED
- - 《蜘蛛人》OP
- - 《蜘蛛人》ED

### 翻唱
- - ED（原唱：水原弘）

### 廣告曲
- 何かが呼んでいる（1970年、日産自動車「サニー」廣告曲） - 與、女子三重唱團體共演
- 愛情はつらつ（1972年、丸井廣告曲）[4] - 與女子三重唱團體共演
- 日産バイオレット（1972年、日産自動車「バイオレット」廣告曲）[5] - 與朝紘太郎、シンガーズ・スリー共演、「ヒデ夕木」名義
- グロンサン（1973年、中外製薬「グロンサン」廣告曲）[5]
- 大蔵屋企業CM「街」（1973年、大蔵屋不動産廣告曲）[5] - 與シンガーズ・スリー共演
- この木なんの木（日立の樹）（1973年、日立製作所廣告曲） - 與朝コータロー、シンガーズ・スリー共演
  - この木なんの木（再録）（1989年、日立グループ廣告曲） - 與朝礼志、杉並児童合唱団、伊集加代子、和田夏代子共演
- われら、いきいき仲間。（1973年、共同石油廣告曲） - 與シンガーズ・スリー共演
- FIRST LOVE（1974年、ヤマハナチュラル・サウンド・ステレオの歌） - 與シンガーズ・スリー共演
- VANスポーツコートタイム（1974年、VAN JACKET廣告曲）[6]
- セイコー、クリーンカット（1976年、服部時計店廣告曲）[7]
- プリマハム プリマののびっ子篇（プリマハム廣告曲）[4]
- 火の鳥のテーマ（1979年、シンフォニックドラマ『火の鳥-黎明編』主題歌）
- フジゼロックス2000 OH軽!（1982年、富士ゼロックス廣告曲）[4]
- ハンバーグ・ソング（1988年、『ピッカピカ音楽館』插曲） - 「ヒデ・夕樹」名義。VDR-25145/VCK-20155收録

### 其他
- THE DOGFIGHTER（1982年電影《 》插曲，英語）- 「HIDE YUKI」名義
- IF I COULD FIGHT THE WIND（1982年電影《 》片尾曲，英語）- 「HIDE YUKI」名義

### 精選輯
- （2005年8月12日）

### 廣告演出
- Canon Autoboy相機（1990年）※晚年與富田靖子合演

### 電影演出
- 《高手》（The Yakuza，1974年）：飾夜總會歌手（片中僅有演唱畫面，無對白）

東映與華納兄弟合製的好萊塢電影，由薛尼·波拉克執導，勞勃·米契、高倉健、岸惠子、岡田英次等人主演。

## 註解
1. 1 2  《AERA》雜誌2007年8月13-20日号（文・神山典士）
2. ↑  根據東映版《蜘蛛人》DVD-BOX特典解説書中渡邊宙明的專訪表示，當時對於起用秀夕樹演唱此片主題歌，也曾有因為相同理由而產生的消極意見。
3. ↑  但實際上秀夕樹在過世前，已接獲富士電視台的節目的邀約，他並開始積極練唱。
4. 1 2 3  . アストロミュージック出版.   [2018-06-18]. （原始内容存档于2016-12-26）.
5. 1 2 3  田家秀樹. . 徳間書店. 2007-08-31: 443–444. ISBN 978-4-19-862355-5.
6. ↑  . KuniMusic.   [2018-06-18]. （原始内容存档于2022-08-19）.
7. ↑  . KuniMusic.   [2018-06-18]. （原始内容存档于2022-08-19）.

## 外部連結
- （日語） http://anison.info/data/person/803.html （页面存档备份，存于）
- （日語）ヒデ夕樹とテレビまんが主題歌の黄金期 （页面存档备份，存于）